# 우한 스포츠 센터

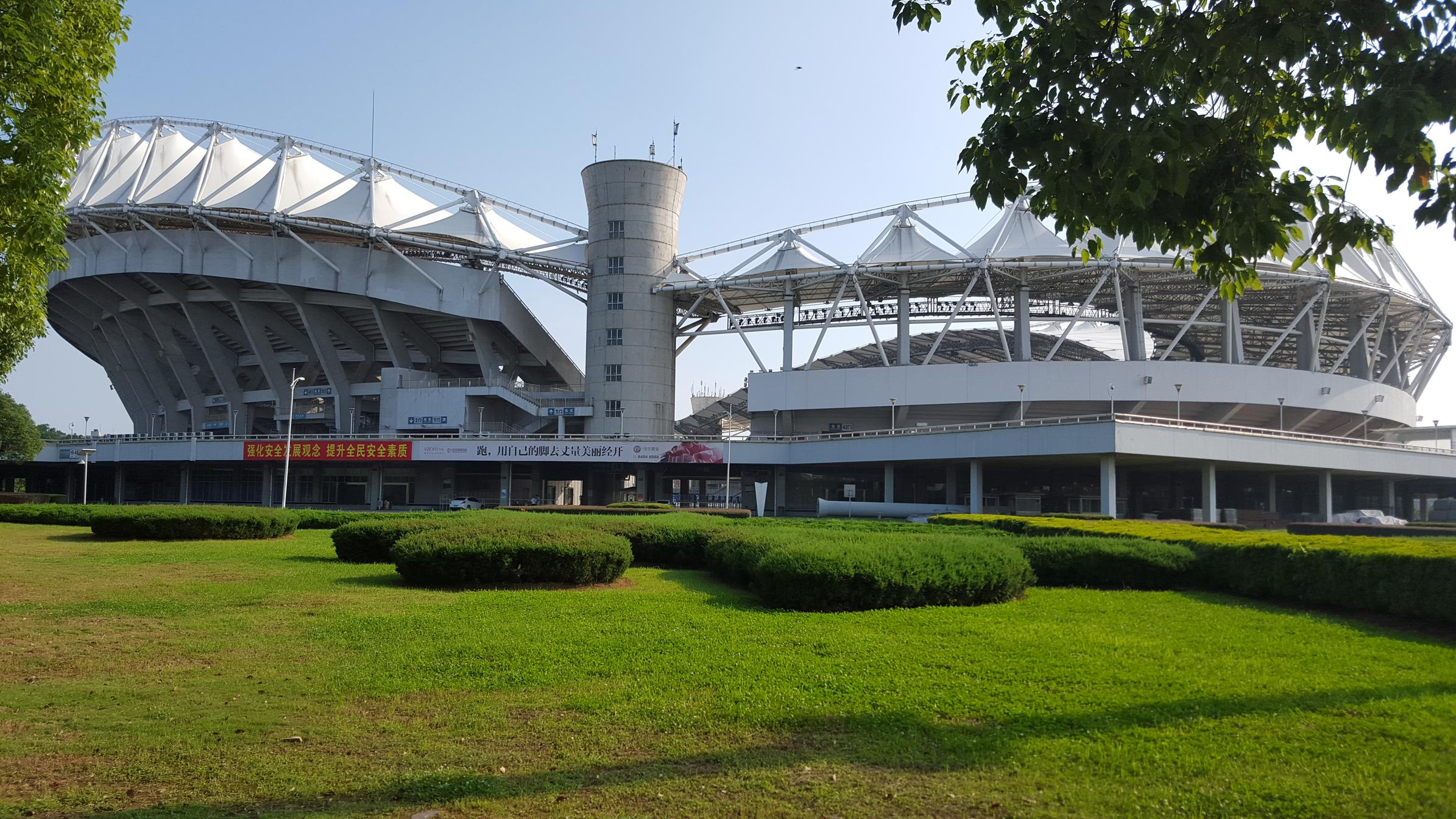

우한 스포츠 센터 스타디움(간체자: 武汉体育中心体育场)는 돈구 경기장(간체자: 沌口体育场)라고도 불리는데, 중화인민공화국 우한에 위치한 종합경기장이다.
2002년에 완공되었고, 전좌석 경기장으로 60,000명을 수용할 수 있다. 이 경기장은 2007년 FIFA 여자 월드컵의 경기장, 2015년 EAFF 동아시안컵의 경기장으로 사용되었다.